# Crotaphytidae
Crotaphytidae é uma família de répteis escamados pertencentes à subordem Sauria.

## Géneros
- Crotaphytus Holbrook, 1842
- Gambelia Baird, 1859